# Paraphomia
Paraphomia é um gênero de mariposa pertencente à família Crambidae.